# Holländermühle Wohla
Die Holländermühle Wohla ist eine Holländerwindmühle in Wohla einem Ortsteil von Löbau. Sie liegt am Osthang des Wohlaer Berges.

## Geschichte
Die Mühle wurde bereits 1808 erstmals schriftlich dokumentiert und in den Sächsischen Meilenblättern von 1824 aufgeführt. Sie ist als Kulturdenkmal Bestandteil eines Mühlenkomplexes der ein älteres Wohnhaus aus dem Jahr 1848, eine Scheune, einen Brunnen sowie ein neueres Wohnhaus mit erhaltenem Backofen von 1939 beinhaltet. Über viele Generationen hinweg wurde hier nicht nur Getreide gemahlen, sondern auch Brot gebacken, wobei der älteste Backofen im alten Wohnhaus vor 1881 nachweisbar ist und der neueste sich im neueren Wohnhaus der Müllerfamilie befindet. 1912 erfolgte eine Modernisierung, indem ein Mahlgang auf Dieselmotor umgerüstet wurde, was 1926 zur Entfernung des Flügelkreuzes führte. Eine vom Mühlenbesitzer Hoppe geplante Erweiterung Ende der 1940er Jahre wurde nicht genehmigt, was letztlich zum Stillstand der Mühle in der DDR-Zeit führte. Die letzte technische Modernisierung war die Umstellung des Mahlgangantriebs auf elektrischen Strom im Jahr 1944.

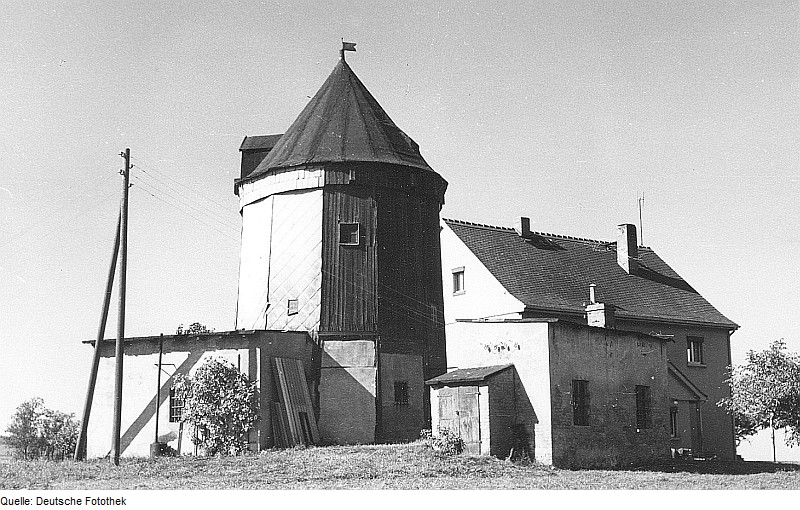
Holländermühle und Gehöft, 1964

Die Mühle selbst, ein Erdholländer (üblicherweise ein mehreckiger Fachwerkturm auf massivem Sockelgeschoss mit drehbarer Haube), ist nach langem Verfall heute saniert. Die ursprüngliche kegelförmige Haube wurde durch ein Satteldach und das Holzfachwerk des zwölfeckigen Turms wurde teilweise massiv ersetzt. Der Krühring auf dem oberen Turmabschluss und die Flügelwelle fehlen. Der Zustand der inneren Antriebsvorrichtungen und des Mahlganges ist unbekannt.
Die Mühle hat sowohl eine technikgeschichtliche als auch ortsgeschichtliche Bedeutung. Die Wohlaer Mühle ist aufgrund ihrer Bauweise einzigartig in der Region. Dies bestätigt auch Otfried Wagenbreth, der sie als den einzigen Erdholländer der Lausitz in seinem Werk zu Mühlen in Mittel- und Ostdeutschland (ISBN 3-342-00672-2) erwähnt.